# Fábrica de Aparelhos Eletrónicos
A Fábrica de Aparelhos Eletrónicos (FAE) foi uma empresa moçambicana que fabricava a marca de rádios portáteis Xirico, muito popular no país.
O Xirico é parte da cultura de Moçambique por causa do seu preço acessível quando era fabricado pela FAE (Fábrica de Aparelhos Electrónicos), de Maputo, com tecnologia da extinta RDA. Os aparelhos foram fabricados entre os anos 1970 e 1980, até a queda do socialismo na Europa. O rádio tem a imagem de um xirico junto ao mostrador.
Os Xiricos, rádios de ondas médias e curtas, cobriam as frequências entre dezenove e noventa metros.
Em Angola, de acordo com o Houaiss, a palavra é usada para denotar qualquer aparelho de rádio.